# العلاقات الآيسلندية الأذربيجانية
العلاقات الآيسلندية الأذربيجانية هي العلاقات الثنائية التي تجمع بين آيسلندا وأذربيجان.

## مقارنة بين البلدين
هذه مقارنة عامة ومرجعية للدولتين:
| وجه المقارنة                                              | آيسلندا          | أذربيجان        |
| --------------------------------------------------------- | ---------------- | --------------- |
| المساحة (كم2)                                             | 103.00 ألف       | 86.60 ألف       |
| عدد السكان (نسمة)                                         | 317.35 ألف       | 10.00 مليون     |
| الكثافة السكانية (ن./كم²)                                 | 3.08             | 115.47          |
| العاصمة                                                   | ريكيافيك         | باكو            |
| اللغة الرسمية                                             | اللغة الآيسلندية | اللغة الأذرية   |
| العملة                                                    | كرونة آيسلندية   | مانات أذربيجاني |
| الناتج المحلي الإجمالي (بليون دولار)                      | 23.91 مليار      | 40.75 مليار     |
| الناتج المحلي الإجمالي (تعادل القوة الشرائية) بليون دولار | 15.79 مليار      | 171.56 مليار    |
| الناتج المحلي الإجمالي الاسمي للفرد دولار أمريكي          | 50.17 ألف        | 5.50 ألف        |
| الناتج المحلي الإجمالي للفرد دولار أمريكي                 | 46.55 ألف        | 17.52 ألف       |
| مؤشر التنمية البشرية                                      | 0.899            | 0.751           |
| رمز المكالمات الدولي                                      | +354             | +994            |
| رمز الإنترنت                                              | .is              | .az             |
| المنطقة الزمنية                                           | 00، أوروبا/لندن ‏ | ت ع م+04:00     |

## منظمات دولية مشتركة
يشترك البلدان في عضوية مجموعة من المنظمات الدولية، منها:
| علم المنظمة | اسم المنظمة                               | تاريخ انضمام آيسلندا | تاريخ انضمام أذربيجان |
| ----------- | ----------------------------------------- | -------------------- | --------------------- |
|             | الاتحاد البريدي العالمي                   | ?                    | ?                     |
|             | يونسكو                                    | 8 يونيو 1964         | 3 يونيو 1992          |
|             | البنك الدولي للإنشاء والتعمير             | 27 ديسمبر 1945       | 18 سبتمبر 1992        |
|             | وكالة ضمان الاستثمار متعدد الأطراف        | 25 سبتمبر 1998       | 23 سبتمبر 1992        |
|             | الاتحاد الدولي للاتصالات                  | 1 أكتوبر 1906        | 10 أبريل 1992         |
|             | منظمة الشرطة الجنائية الدولية             | ?                    | ?                     |
|             | مؤسسة التنمية الدولية                     | 19 مايو 1961         | 31 مارس 1995          |
|             | مؤسسة التمويل الدولية                     | 20 يوليو 1956        | 11 أكتوبر 1995        |
|             | الأمم المتحدة                             | 19 نوفمبر 1946       | 2 مارس 1992           |
|             | منظمة الأمن والتعاون في أوروبا            | 25 يونيو 1973        | 30 يناير 1992         |
|             | مجلس أوروبا                               | ?                    | 25 فبراير 2001        |
|             | منظمة حظر الأسلحة الكيميائية              | ?                    | ?                     |
|             | المركز الدولي لتسوية المنازعات الاستشارية | 14 أكتوبر 1966       | 18 أكتوبر 1992        |

## وصلات خارجية
- موقع وزارة الخارجية الآيسلندية
- موقع وزارة الخارجية الأذربيجانية